# 张振鹍
张振鹍（1926年5月8日—2022年12月15日），河北正定人，中国近代史学家，中国社会科学院近代史研究所研究员，中国社会科学院荣誉学部委员。

## 生平
幼时就读于河南高家营小学，后转入河北省立第八师范附属小学四年级，后因抗日战争爆发，暂停学业。1938年，由天主教堂筹建的首善小学恢复招生，张振鹍重新入学读书。1939年，前往北平就读于辅仁大学附中。1945年尚未毕业的张振鹍离开北平，进入岐山县在准备考大学的同时在岐山县立中学工作。抗战胜利后，进入国立中央大学 (南京)政治系学习。1947年圣诞节，领洗入教。1949年毕业后考入北京大学政治学系研究生。1952年毕业，后分配至华北行政委员会文教局扫盲办公室，之后调入中国科学院（今中国社会科学院）近代史研究所第三组。1977年，进入中外关系史研究室一室，任研究室主任。历任所研究员、所学术委员、硕士生导师。1990年退休。2022年12月15日在北京病逝，享年96岁。

## 出版物
编撰了数十篇（本）学术论文和著作：
著作（包括合著）：《帝国主义侵华史》、《帝国主义侵华史》、《中国近代史稿》、《帝国主义侵华史》、《日本侵华七十年史》、《台湾历史纲要》、《中国复兴枢纽——抗日战争的八年》等。
论文：《太平天国的乡官》、《近代日本对华关系的特点》、《近代中国与世界：几个有关问题的考察》、《鸦片战争与鸦片问题》、《论不平等条约——兼析《中外旧约章汇编》》、《中国近代史开端与近代中外关系》、《辛亥革命与中国海关——海关税款保管权的转移及其意义》等。